# Пескара (Ферара)
Пескара је насеље у Италији у округу Ферара, региону Емилија-Ромања.
Према процени из 2011. у насељу је живело 148 становника. Насеље се налази на надморској висини од 3 м.